# كريل جزري
ايفوزي جَزَري أو كريل جَزَري (الاسم العلمي: Stylocheiron insulare) هو نوع من الحيوانات البحرية يتبع جنس ايفوزي قلمي اليد من فصيلة الايفوزية.
الصفة جَزَري نسبة إلى الجزيرة.